# Новоукраїнка (Березівський район)
Новоукраї́нка (до 01.02.1945 Кацапка) — село Коноплянської сільської громади в Березівському районі Одеської області в Україні. Населення становить 14 осіб.

## Населення
Згідно з переписом УРСР 1989 року чисельність наявного населення села становила 26 осіб, з яких 11 чоловіків та 15 жінок.
За переписом населення України 2001 року в селі мешкало 14 осіб.

### Мова
Розподіл населення за рідною мовою за даними перепису 2001 року:
| Мова       | Відсоток |
| ---------- | -------- |
| українська | 85,71 %  |
| гагаузька  | 7,14 %   |
| молдовська | 7,14 %   |